# Сан-Франсиско (тауншип, Миннесота)
Сан-Франсиско (англ. San Francisco) — тауншип в округе Карвер, Миннесота, США. На 2000 год его население составило 888 человек.

## География
По данным Бюро переписи населения США площадь тауншипа составляет 62,2 км², из которых 60,0 км² занимает суша, а 2,3 км² — вода (3,66 %).

## Демография
По данным переписи населения 2000 года здесь находились 888 человек, 293 домохозяйства и 242 семьи.  Плотность населения —  14,8 чел./км².  На территории тауншипа расположено 300 построек со средней плотностью 5,0 построек на один квадратный километр. Расовый состав населения: 98,99 % белых, 0,11 % азиатов, 0,23 % — других рас США и 0,68 % приходится на две или более других рас. Испанцы или латиноамериканцы любой расы составляли 1,01 % от популяции тауншипа.
Из 293 домохозяйств в 43,7 % воспитывались дети до 18 лет, в 74,1 % проживали супружеские пары, в 4,4 % проживали незамужние женщины и в 17,1 % домохозяйств проживали несемейные люди. 11,3 % домохозяйств состояли из одного человека, при том 3,8 % из — одиноких пожилых людей старше 65 лет. Средний размер домохозяйства — 3,03, а семьи — 3,33 человека.
31,6 % населения — младше 18 лет, 6,0 % — в возрасте от 18 до 24 лет, 31,6 % — от 25 до 44, 24,3 % — от 45 до 64, и 6,4 % — старше 65 лет. Средний возраст — 37 лет. На каждые 100 женщин приходилось 114,5 мужчин.  На каждые 100 женщин старше 18 приходилось 110,0 мужчин.
Средний годовой доход домохозяйства составлял 68 889 долларов, а средний годовой доход семьи —  70 313 долларов. Средний доход мужчин —  43 750  долларов, в то время как у женщин — 30 069. Доход на душу населения составил 24 734 доллара. За чертой бедности не находилась ни одна семья и 0,5 % всего населения тауншипа.